# МТС (товарный знак)
«МТС» (от «Мобильные ТелеСистемы») — торговая марка, под которой российская компания «Мобильные ТелеСистемы» осуществляет оказание услуг связи в России и ряде стран СНГ. Также под этой торговой маркой Sistema Shyam Teleservices Ltd., дочерняя компания АФК «Система», оказывает услуги мобильной связи в стандарте CDMA в Индии. С компанией «Мобильные ТелеСистемы» деятельность на индийском рынке напрямую не связана: МТС и индийскую «дочку» АФК «Система» связывает только договор по взаимному предоставлению консультационных услуг и франшиза по торговой марке.
«МТС» — одна из двух российских марок (наряду с «Билайном»), вошедших в список 100 крупнейших мировых торговых марок, составленный в апреле 2009 года британской газетой Financial Times, заняв в нём 71-е место. По результатам исследования компании Interbrand, проведённого в 2010 году, МТС стал самым дорогим российским брендом, заняв первое место с оценкой стоимости торговой марки в размере 213 198 млн рублей (+12 % по отношению к 2008 году).

## Логотипы

Логотипы с 1993 года
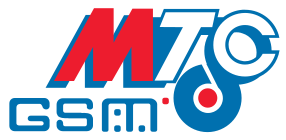
Логотип МТС с 1993 по 2002 год
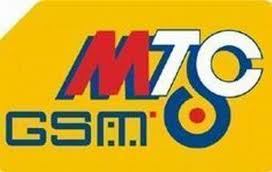
Логотип МТС с 2002 по 2006 год
Логотип МТС с 2006 по 2010 год
Логотип МТС с 2010 по 2019 год
Логотип МТС с 2019 года по 2023 год
Логотип МТС с 2023 года по настоящее время

Логотип МТС используется на SIM-картах, но не всегда — на SIM-картах с тарифами линеек «Джинс», «RED» и «Ultra» в некоторых регионах используются эмблемы тарифов. МТС за свою историю сменила 3 логотипа. Нынешний — 4-й по счёту.
- С 28 октября 1993 по сентябрь 2002 года логотип был со словом «МТС» белого цвета и красной буквой «М». Под буквой «С» — синее кольцо с красной точкой, внизу — слово «Mobile TeleSystems» (1993—1997) или логотип «GSM» (1997—2002). Иногда встречался вариант данного логотипа на жёлтом фоне.
- С сентября 2002 по 9 мая 2006 года использовался тот же логотип, но его поместили на жёлтый прямоугольник среднего размера с отломленным углом (графическое изображение SIM-карты).
- С 10 мая 2006 по 30 сентября 2010 года логотип представлял собой красный квадрат с белым яйцом, рядом красный квадрат со словом «МТС» белого цвета, написанном шрифтом Helvetica Neue Heavy.
- С 1 октября 2010 по начало 2015 года на логотипе был изображён красный прямоугольник с красным квадратом, в котором нарисовано белое яйцо, рядом — слово «МТС». Отличался от предыдущего логотипа шрифтом и объёмностью яйца.
- С начала 2015 по 24 июня 2019 года использовался тот же логотип, но красный квадрат с яйцом стал плоским. Иногда встречался вариант данного логотипа с красным мазком.
- С 25 июня 2019 по 29 марта 2023 года компания «МТС» вновь обновляла логотип (поменялся цвет яйца на красный, у слова «МТС» поменялся шрифт) и слоган: «Быть лучше каждый день».
- С 30 марта 2023 года произошло глобальное обновление логотипа: яйцо  с логотипа было убрано, теперь вместо него красный квадрат, где в левом верхнем углу изображена буква «М», в правом верхнем углу буква «Т», а в правом нижнем углу буква «С». Все буквы в логотипе написаны фирменным шрифтом MTS Wide Bold.

### Ребрендинг 2006 года
10 мая 2006 года было объявлено о начале проведения ребрендинга компании. Данный процесс был инициирован для введения единого графического оформления всех бизнесов группы «Система телеком» (подразделения АФК «Система»), которая, в том числе, включает в себя оператора сотовой связи «МТС». Новый логотип МТС представляет собой два красных квадрата, расположенные рядом. На правом квадрате белыми буквами написано название бренда, а на левом — сквозное изображение белого яйца, которое должно символизировать внешнюю простоту, за которой скрывается сложное содержание. Созданием бренда занималось всемирно известное британское агентство Wolff Olins, занимавшееся до этого ребрендингом «Билайна». Согласно истории, изложенной Forbes и в журнале «Секрет Фирмы», решение о выборе «яйца» в виде бренда МТС было принято генеральным директором «Системы Телеком» Сергеем Щебетовым при активном сопротивлении топ-менеджмента МТС и АФК «Система». После запуска бренда практически все ведущие российские маркетологи предрекали его полный провал и окончательную потерю МТС своих лидирующих позиций на рынке. Эти прогнозы оказались далёкими от реальности — уже через год с небольшим МТС значительно оторвалась от своих конкурентов (так оборот компании в 2006 году вырос на 35 % вместо предсказанных аналитиками 10-15 % ), а рыночная капитализация компании выросла более чем втрое и достигла своего исторического пика — $40 млрд.
Ребрендинг в других странах, где работает МТС, был проведён позднее. Так, ребрендинг в Узбекистане был начат 15 июня 2006 года, в Туркменистане — 28 сентября 2006 года, на Украине — 25 июля 2007 года, в Армении — 8 сентября 2008 года. Переход на новый бренд сопровождался активной рекламной акцией и различными клиентскими программами.
По данным независимых исследований, за год, прошедший после проведения ребрендинга, узнаваемость торговой марки компании выросла с 84 % до 91 %. Число респондентов, считающих МТС желанным оператором, выросло за это время на 19 %. В апреле 2008 года бренд МТС стал первым и единственным российским брендом, который вошёл в число ста лидирующих мировых брендов по рейтингу BRANDZ™, опубликованному Financial Times и ведущим международным исследовательским агентством Millward Brown. При этом бренд МТС был оценён более чем в $8 млрд долларов.
В 2010 году МТС выкупила свой бренд у ЗАО «Система Телеком» за $440 млн.
В 2014 году газета «Ведомости» включила ребрендинг МТС в число 15 самых знаменательных ребрендингов в современной истории России.

### Споры вокруг логотипа
В Беларуси 16 августа 2007 года возбудили гражданское дело о защите авторского права деятелей белорусской культуры — поэта Алеся Рязанова и художника Виктора Марковца, которые заявляли о своём авторском праве на изображение яйца в квадрате. 16 октября 2007 года Верховный суд Белоруссии отказал в удовлетворении этого иска.
В начале 2010 года после публикации одним онлайн-изданием статьи под заголовком «МТС показал своё 2 яйцо», пресс-секретарь МТС потребовала скорректировать заголовок, так как сравнение логотипа с яйцом «крайне негативно сказывается на имидже МТС». По некоторым сведениям, внутри компании действует «запрет на именование яйца яйцом — сотрудники должны называть это эллипсоидом».